# Metrano de Alejandría
Metrano (s, II - Alejandría, 249) fue un mártir romano, del siglo III, que pereció bajo el reinado del emperador Decio. Es venerado como santo por la Iglesia Católica el 31 de enero.

## Hagiografía
Metras, nació en el siglo II. No se sabe mucho sobre él, pero existe varias fuentes que lo mencionan. Dionisio, patriarca de Alejandría, en una carta dirigida al obispo de Antioquía, Fabio, narra que la persecución de los cristianos egipcios comenzó con la ejecución de un viejo llamado Metras.

### Martirio
Dionisio, en su epístola a Fabio, describe que el anciano Metrano, fue sometido a injurias para lograr que apostatara, cosa que no funcionó. Viendo esto los maltratadores lo apalearon y luego le hirieron la cara con pinchos, siendo sus ojos perforados con cañas afiladas. Sus verdugos entonces procedieron a arrojarlo fuera de la ciudad para apedrearlo, hasta matarlo.

## Onomástico y Culto público
Sofronio, en el siglo VII lo menciona como "Metras el Santo", por lo que se sabe que su culto es antiquísimo.